# Jason Mayélé
Jason Nono Mayélé (Kinshasa, 4. siječnja 1976. – Bussolengo, Italija, 2. ožujka 2002.) je pokojni nogometaš iz DR Konga.

## Karijera
Mayélé je igrao na poziciji napadača te je nakon karijere u LB Châteaurouxu i Cagliariju, u listopadu 2001. potpisao za Chievo Veronu koja je debitirala u Serie A.
Kao reprezentativac DR Konga skupio je deset nastupa te je s nacionalnom selekcijom početkom 2002. godine nastupio na Afričkom Kupu nacija.
U dobi od svega 26 godina poginuo je u prometnoj nesreći. Do nesreće je došlo jer se igrač žurio da uhvati klupski autobus koji je putovao na gostovanje kod Parme. Brzo je prevezen helikopterom u veronsku bolnicu ali je preminuo od zadobivenih ozljeda.
Njemu u čast, Chievo je umirovio dres s brojem 30 koji je nosio u klubu.

## Osvojeni trofeji

### Klupski trofeji
| Klub           | Trofej    | Sezona    |
| Francuska      | Francuska | Francuska |
| -------------- | --------- | --------- |
| LB Châteauroux | Ligue 2   | 1996./97. |